# Kostrzeszyn
Kostrzeszyn – wieś sołecka w Polsce, położona w województwie świętokrzyskim, w powiecie pińczowskim, w gminie Złota.
W latach 1975–1998 miejscowość administracyjnie należała do województwa kieleckiego.

## Części wsi
| SIMC    | Nazwa                 | Rodzaj     |
| ------- | --------------------- | ---------- |
| 0280353 | Górki Kostrzeszyńskie | przysiółek |
| 0280360 | Korce                 | przysiółek |
| 0280376 | Odrzywół              | przysiółek |
| 0280382 | Parcelacja            | część wsi  |

## Historia
W wieku XIX Kostrzeszyn – wieś w powiecie pińczowskim gminie Złota, parafii Pełczyska (do czasów dzisiejszych). 

W 1827 r. było tu 11 domów i 82 mieszkańców.